# Venere degli stracci

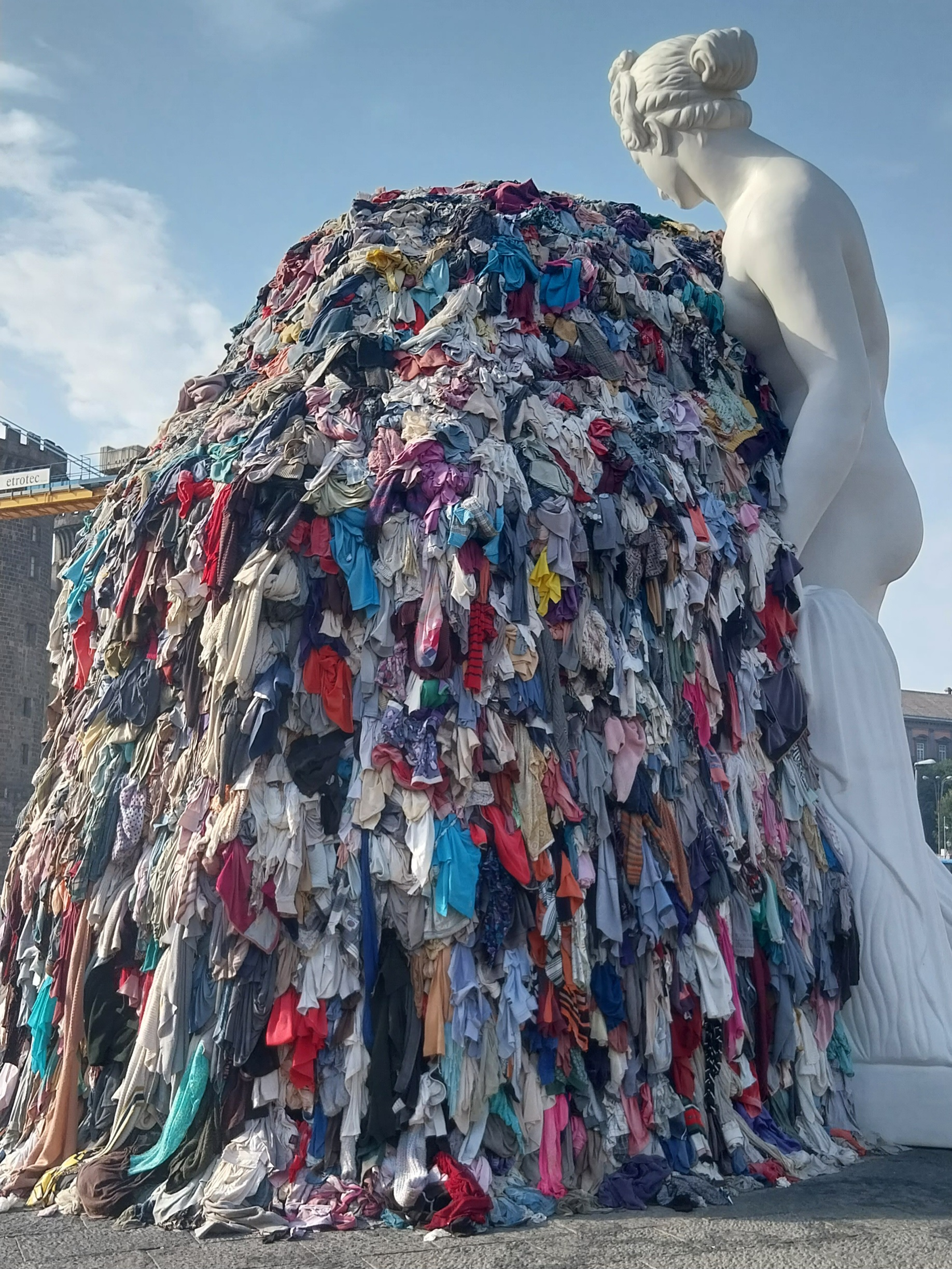
La Venere degli stracci a Napoli in Piazza Municipio

Venere degli stracci è un'opera di Michelangelo Pistoletto risalente al 1967.
L'installazione è costituita da una scultura in cemento, riproduzione della statua Venere con mela dello scultore neoclassico danese Bertel Thorvaldsen, rivolta verso un cumulo di stracci in modo tale da permettere di osservare soltanto la parte posteriore della statua.
In un'intervista del 2024 al Corriere della Sera, l'artista ha raccontato la genesi dell'opera: acquistò la statua da un rivenditore di articoli da giardino e l'idea dell'installazione nacque per caso, quando l'affiancò a un cumulo di stracci presenti nel suo studio.
L'opera crea un contrasto visivo e concettuale tra l'ideale classico di bellezza eterna e la realtà quotidiana rappresentata dagli indumenti dismessi. Questo dialogo tra passato e presente, tra l'ideale e il reale, è emblematico della ricerca dell'autore nell'unire l'arte alla vita quotidiana.
Una delle versioni originali dell'opera è conservata presso il Museo d'arte contemporanea del castello di Rivoli, grazie alla Fondazione per l'Arte Moderna e Contemporanea CRT. Altre versioni si trovano alla Fondazione Pistoletto di Biella, al Museo d'arte contemporanea Donnaregina di Napoli e alla Tate Gallery di Liverpool.
Una versione in grande formato, installata in piazza Municipio a Napoli il 28 giugno 2023, fu distrutta da un incendio doloso il 12 luglio successivo, e poi nuovamente installata il 1º marzo 2024. Dal 26 agosto 2024 giace abbandonata in un deposito comunale di via Santa Maria del Pianto; all'epoca si disse che avrebbe vissuto una nuova vita all'interno della chiesa di San Severo al Pendino, di proprietà dell'amministrazione locale.